# Matyáš Habsburský
Matyáš Habsburský (24. února 1557 Vídeň – 20. března 1619 Vídeň) byl císařem Svaté říše římské v letech 1612 až 1619, arcivévodou rakouským v letech 1608 až 1619, králem uherským a chorvatským v letech 1608 až 1618 a králem českým v letech 1611 až 1617. Jeho osobním mottem bylo Concordia lumine maior („Jednota je silnější ve světle“).
Matyáš hrál významnou roli v rodinné opozici Habsburků proti svému bratru císaři Rudolfovi II. Po získání moci však projevil jen malou politickou iniciativu. Směr jeho politiky určoval kardinál Melchior Klesl až do svého pádu v roce 1618. V důsledku neúspěšné náboženské a administrativní politiky vypuklo v posledním roce Matyášovy vlády české stavovské povstání, které se stalo počátkem třicetileté války.

## První politické kroky
Matyáš byl ctižádostivým synem Maxmiliána II. a Marie Španělské, mladší bratr císaře Rudolfa II. Jejich otec odkázal vládu nejstaršímu Rudolfovi a ostatním synům jen skromný roční důchod, s čímž se Matyáš se svou silnou politickou ctižádostí nehodlal smířit.
Již jako jedenadvacetiletý mladík se s podporou katolického umírněného křídla stal v letech 1578–1581 generálním místodržícím v Nizozemí (titulem: Generální guvernér Svobodného Nizozemí), kde předtím vypuklo proti Habsburkům povstání.
Matyáš se kvůli tomuto dobrodružství ocitl v ještě silnější nemilosti svého bratra, který mu na druhou stranu pomáhal k určité moci. Od roku 1594 Matyáš hospodařil v Rakousku, kde byl místodržitelem z vůle Rudolfa II., a vystupoval proti reformované církvi za podpory vídeňského biskupa Melchiora Klesla. Rudolf ho jmenoval do funkce nejvyššího vojenského velitele, když vypukla patnáctiletá válka s Turky, a v roce 1598 za regenta v Sedmihradsku.

## Mocenské boje mezi bratry

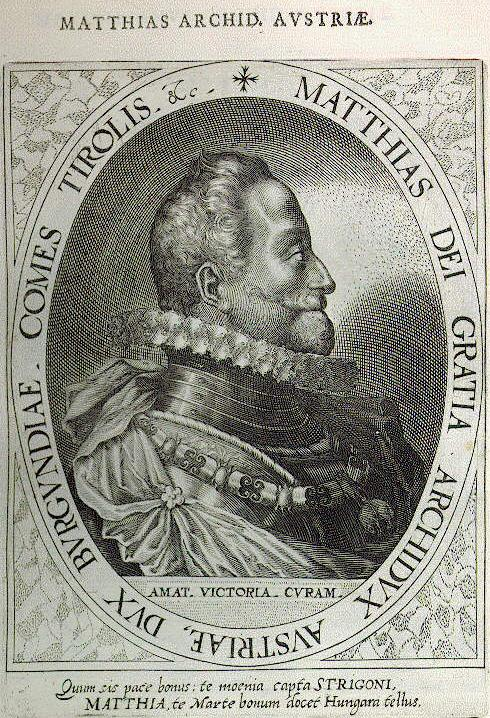
Custos, Dominicus: Matyáš Habsburský.

V roce 1606 byl Matyáš tajně jmenován rodinnými příslušníky hlavou rodu a postupně se začal angažovat na územích svého staršího bratra Rudolfa II. (tzv. svár bratří v domě habsburském). V roce 1608 Matyáš za slib náboženské a politické svobody získal podporu stavů a převzal tak vládu nad Rakouskem, Uhrami a Moravou. Rudolfovi zůstaly věrné Čechy (i přes Matyášova vojska u Prahy), Slezsko a obě Lužice.
Téhož roku byla sepsána kompromisní libeňská smlouva mezi oběma bratry, která určovala sféru jejich vlivu. V roce 1611 se Rudolf pokusil o převrat (vpád pasovských), avšak neuspěl a Matyáš, kterého české stavy požádaly o vojenskou pomoc, se stal českým králem. Po smrti svého bratra v roce 1612 byl zvolen císařem Svaté říše římské.

## S vytouženou korunou na hlavě

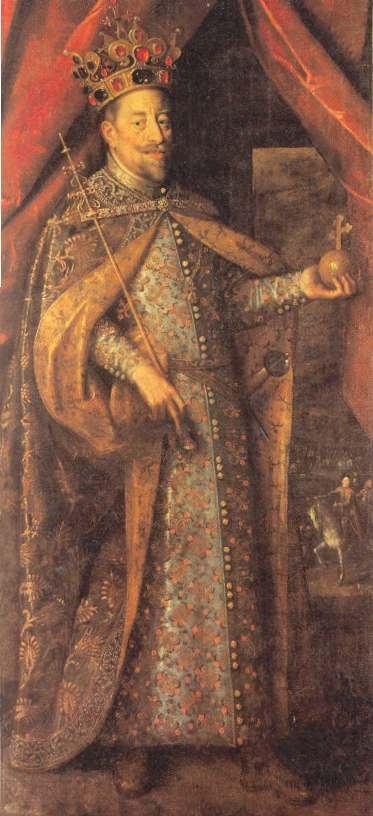
Matyáš Habsburský jako český král.

Naděje, že bude Matyáš lepším panovníkem než jeho bratr, se ukázaly jako liché. Matyášovi se podařilo zachránit soustátí v rukou Habsburků, ale za cenu velkých ústupků v oblasti konfese. Současně se po nástupu na trůn projevil jako váhavý a slabý panovník. Obojí dalo příčinu dalšímu vývoji v Čechách.
Nový panovník podpořil katolickou stranu, přenesl své sídlo z Prahy do Vídně, čímž Praha přestala být až do roku 1918 trvalou rezidencí hlavy státu. Matyášovo manželství s Annou Tyrolskou bylo bezdětné, a proto bylo následnictví na základě tzv. Oňatovy smlouvy určeno Ferdinandovi II. ze štýrské větve Habsburků.
V roce 1617, ještě za Matyášova života, přijal český sněm (včetně většiny nekatolíků) Ferdinanda Štýrského za budoucího českého krále (pod jménem Ferdinand II.). Čeští stavové, kteří věděli o jeho protireformačním tažení  v Korutanech a Štýrsku, Ferdinanda zvolili za příslib respektování Rudolfova majestátu, který zaručoval náboženské svobody šlechty a měšťanů.
Budoucí král postupně omezoval Matyášův politický vliv. Stárnoucí Matyáš zřejmě tušil nastávající kolizi v Čechách, ale již neměl v rukou žádnou faktickou moc. Zemřel v březnu 1619. V srpnu téhož roku odmítl Generální sněm Koruny české Ferdinanda II. uznat králem a zvolil Fridricha Falckého.

## Vývod z předků
|                   |                          |  |                         |                             |  |  |  |  |  |  |  | Maxmilián I. Habsburský |
|                   |                          |  |                         |                             |  |  |  |  |  |  |  |                         |
|                   | Filip I. Kastilský       |  |                         |                             |  |  |  |  |  |  |  |                         |
|                   |                          |  |                         |                             |  |  |  |  |  |  |  |                         |
|                   |                          |  |                         | Marie Burgundská            |  |  |  |  |  |  |  |                         |
|                   |                          |  |                         |                             |  |  |  |  |  |  |  |                         |
|                   | Ferdinand I. Habsburský  |  |                         |                             |  |  |  |  |  |  |  |                         |
|                   |                          |  |                         |                             |  |  |  |  |  |  |  |                         |
|                   |                          |  |                         | Ferdinand II. Aragonský     |  |  |  |  |  |  |  |                         |
|                   |                          |  |                         |                             |  |  |  |  |  |  |  |                         |
|                   | Jana I. Kastilská        |  |                         |                             |  |  |  |  |  |  |  |                         |
|                   |                          |  |                         |                             |  |  |  |  |  |  |  |                         |
|                   |                          |  |                         | Isabela I. Kastilská        |  |  |  |  |  |  |  |                         |
|                   |                          |  |                         |                             |  |  |  |  |  |  |  |                         |
|                   | Maxmilián II. Habsburský |  |                         |                             |  |  |  |  |  |  |  |                         |
|                   |                          |  |                         |                             |  |  |  |  |  |  |  |                         |
|                   |                          |  |                         | Kazimír IV. Jagellonský     |  |  |  |  |  |  |  |                         |
|                   |                          |  |                         |                             |  |  |  |  |  |  |  |                         |
|                   | Vladislav Jagellonský    |  |                         |                             |  |  |  |  |  |  |  |                         |
|                   |                          |  |                         |                             |  |  |  |  |  |  |  |                         |
|                   |                          |  |                         | Alžběta Habsburská          |  |  |  |  |  |  |  |                         |
|                   |                          |  |                         |                             |  |  |  |  |  |  |  |                         |
|                   | Anna Jagellonská         |  |                         |                             |  |  |  |  |  |  |  |                         |
|                   |                          |  |                         |                             |  |  |  |  |  |  |  |                         |
|                   |                          |  |                         | Gaston II. z Foix-Candale   |  |  |  |  |  |  |  |                         |
|                   |                          |  |                         |                             |  |  |  |  |  |  |  |                         |
|                   | Anna de Foix a Candale   |  |                         |                             |  |  |  |  |  |  |  |                         |
|                   |                          |  |                         |                             |  |  |  |  |  |  |  |                         |
|                   |                          |  |                         | Kateřina z Foix-Candale     |  |  |  |  |  |  |  |                         |
|                   |                          |  |                         |                             |  |  |  |  |  |  |  |                         |
| Matyáš Habsburský |                          |  |                         |                             |  |  |  |  |  |  |  |                         |
|                   |                          |  |                         |                             |  |  |  |  |  |  |  |                         |
|                   |                          |  | Maxmilián I. Habsburský |                             |  |  |  |  |  |  |  |                         |
|                   |                          |  |                         |                             |  |  |  |  |  |  |  |                         |
|                   | Filip I. Kastilský       |  |                         |                             |  |  |  |  |  |  |  |                         |
|                   |                          |  |                         |                             |  |  |  |  |  |  |  |                         |
|                   |                          |  |                         | Marie Burgundská            |  |  |  |  |  |  |  |                         |
|                   |                          |  |                         |                             |  |  |  |  |  |  |  |                         |
|                   | Karel V. Habsburský      |  |                         |                             |  |  |  |  |  |  |  |                         |
|                   |                          |  |                         |                             |  |  |  |  |  |  |  |                         |
|                   |                          |  |                         | Ferdinand II. Aragonský     |  |  |  |  |  |  |  |                         |
|                   |                          |  |                         |                             |  |  |  |  |  |  |  |                         |
|                   | Jana I. Kastilská        |  |                         |                             |  |  |  |  |  |  |  |                         |
|                   |                          |  |                         |                             |  |  |  |  |  |  |  |                         |
|                   |                          |  |                         | Isabela I. Kastilská        |  |  |  |  |  |  |  |                         |
|                   |                          |  |                         |                             |  |  |  |  |  |  |  |                         |
|                   | Marie Španělská          |  |                         |                             |  |  |  |  |  |  |  |                         |
|                   |                          |  |                         |                             |  |  |  |  |  |  |  |                         |
|                   |                          |  |                         | Ferdinand Portugalský       |  |  |  |  |  |  |  |                         |
|                   |                          |  |                         |                             |  |  |  |  |  |  |  |                         |
|                   | Manuel I. Portugalský    |  |                         |                             |  |  |  |  |  |  |  |                         |
|                   |                          |  |                         |                             |  |  |  |  |  |  |  |                         |
|                   |                          |  |                         | Beatrice, vévodkyně z Viseu |  |  |  |  |  |  |  |                         |
|                   |                          |  |                         |                             |  |  |  |  |  |  |  |                         |
|                   | Isabela Portugalská      |  |                         |                             |  |  |  |  |  |  |  |                         |
|                   |                          |  |                         |                             |  |  |  |  |  |  |  |                         |
|                   |                          |  |                         | Ferdinand II. Aragonský     |  |  |  |  |  |  |  |                         |
|                   |                          |  |                         |                             |  |  |  |  |  |  |  |                         |
|                   | Marie Aragonská          |  |                         |                             |  |  |  |  |  |  |  |                         |
|                   |                          |  |                         |                             |  |  |  |  |  |  |  |                         |
|                   |                          |  |                         | Isabela I. Kastilská        |  |  |  |  |  |  |  |                         |
|                   |                          |  |                         |                             |  |  |  |  |  |  |  |                         |